# Radňoves
Radňoves (en allemand : Radnowes) est une commune du district de Žďár nad Sázavou, dans la région de Vysočina, en République tchèque. Sa population s'élevait à 101 habitants en 2020.

## Géographie
Radňoves se trouve à 11 km au nord de Velká Bíteš, à 28 km au sud-est de Žďár nad Sázavou, à 45 km à l'est de Jihlava à 150 km au sud-est de Prague.
La commune est limitée par Strážek au nord et au nord-est, par Vratislávka à l'est, par Vidonín au sud, par Heřmanov au sud-ouest et par Nová Ves à l'ouest.

## Histoire
La première mention écrite de la localité date de 1364.

## Transports
Par la route, Radňoves se trouve à 13,5 km au nord de Velká Bíteš, à 33 km de Žďár nad Sázavou, à 53 km de Jihlava et à 173 km de Prague.